# The Unit: Idol Rebooting Project
Idol Rebooting Project: The Unit (en hangul, 아이돌 리부팅 프로젝트 더 유닛; también conocido como The Unit o The Uni+), es un programa de telerrealidad surcoreano de la cadena KBS2. El programa fue creado para darle una segunda oportunidad a los artistas de K-pop que no tuvieron éxito, donde los ganadores forman partes de dos grupos. Al final del show, los dieciocho ganadores formaron parte de Unit B (grupo masculino) y Unit T (grupo femenino). Los ganadores de Unit B son: Jun (U-KISS), Euijin (BIGFLO), Hojung (Hotshot), Feeldog (BigStar), Marco (H.B.Y), Hansol (Newkidd), Daewon, Kijoong (IM66) y Chan (A.C.E), mientras que las ganadoras de Unit T son: Euijin (Sonamoo), Yebin (DIA), NC.A, Yoonjo, Hyunjoo, Jiwon, Woohee (Dal Shabet), ZN (Laboum) y Suji (R.G.P).

## Formato
KBS anunció en julio de 2017 que habían comenzado con la producción de un nuevo reality show titulado The Final 99 Match, siendo su nombre temporal. El 2 de agosto, el primer teaser del programa fue lanzado bajo el nuevo título The Unit, estilizado como The Uni+, que significa «You and I Plus». El programa también lanzó su sitio web el mismo día junto con las solicitudes para completar para los artistas que estuvieran interesados en participar, así como un tablón de anuncios donde los internautas podían enviarles recomendaciones a los participantes.

### Evaluaciones de iniciación
Durante las evaluaciones de iniciación (booting), el público vota mientras los participantes se presentan. Los competidores reciben 1 boot cuando el 15% de la audiencia vota por ellos. Cuando el 90% de la audiencia votan a los concursantes, que se conoce como super boot, todo el grupo podrá participar en el programa. Si los competidores no reciben un super boot, los mentores determinan si deben pasar o no a cada artista. Los artistas que reciben al menos 1 boot de cualquiera de los mentores podrán participar en el show. Las evaluaciones se realizaron en el KINTEX Hall 9 en Ilsan entre el 29 de septiembre y el 1 de octubre de 2017.

### Tema principal
Se informó que los 126 competidores que fueron aprobados en las audiciones comenzaron a filmar un vídeo musical del 7 al 9 de octubre como parte de una misión. El grupo del centro consiste de nueve hombres y nueve mujeres, y el artista más destacado es el «centro del centro». El 13 de octubre, The Unit lanzó el videoclip de «My Turn», siendo presentado en Music Bank, interpretado por Euijin de Sonamoo y Kijoong del IM como el centro de las chicas y chicos, respectivamente.

### Votación
El 11 de noviembre de 2017, The Unit abrió la votación a las 10a.m. (KST), causando que los servidores fallaran quince minutos después cuando las personas entraban para votar. La votación para el programa se realizó exclusivamente a través del sitio web de TMON. Cada persona debía elegir a nueve participantes del sexo masculino para formar su propia unidad y nueve participantes del sexo femenino para formar otra unidad. Dentro de sus nueve primeras elecciones, las personas eligen a su competidor favorito, que recibe dos votos mientras los restantes ocho reciben un voto. Esto significa que cada internauta puede ayudar a un total de dieciocho competidores, para alcanzar sus sueños.

## Mentores
- Rain (presentador)
- Taemin (interpretación)
- Hyuna (interpretación)
- Jo Hyun-ah (vocal)
- Hwang Chi-yeul (vocal)
- San E (rap)

## Evaluaciones porboots

### Primer episodio (28 de octubre)
| Orden | Artista      | Grupo debut   | Canción                                                       | Boots de la audiencia | Boots de los mentores | Boots de los mentores | Boots de los mentores | Boots de los mentores | Boots de los mentores | Boots de los mentores |
| Orden | Artista      | Grupo debut   | Canción                                                       | Boots de la audiencia | Chi-yeul              | Hyuna                 | Rain                  | Taemin                | Hyun-ah               | San E                 |
| ----- | ------------ | ------------- | ------------------------------------------------------------- | --------------------- | --------------------- | --------------------- | --------------------- | --------------------- | --------------------- | --------------------- |
| 1     | Heejin       | Good Day      | «Into the New World» de Girls' Generation                     | 4                     | ✔                     | ✔                     | —                     | ✔                     | ✔                     | —                     |
| 1     | Jiwon        | Good Day      | «Into the New World» de Girls' Generation                     | 4                     | ✔                     | —                     | ✔                     | ✔                     | ✔                     | ✔                     |
| 1     | Chaesol      | Good Day      | «Into the New World» de Girls' Generation                     | 4                     | —                     | —                     | ✔                     | —                     | —                     | —                     |
| 1     | Viva         | Good Day      | «Into the New World» de Girls' Generation                     | 4                     | Recibió 3 boots       | Recibió 3 boots       | Recibió 3 boots       | Recibió 3 boots       | Recibió 3 boots       | Recibió 3 boots       |
| 1     | Genie        | Good Day      | «Into the New World» de Girls' Generation                     | 4                     | Recibió 2 boots       | Recibió 2 boots       | Recibió 2 boots       | Recibió 2 boots       | Recibió 2 boots       | Recibió 2 boots       |
| 1     | Lucky        | Good Day      | «Into the New World» de Girls' Generation                     | 4                     | —                     | —                     | —                     | —                     | —                     | —                     |
| 2     | Chan         | A.C.E         | «Don't Wanna Know» de Maroon 5                                | 3                     | ✔                     | —                     | ✔                     | —                     | ✔                     | ✔                     |
| 2     | Jun          | A.C.E         | «Don't Wanna Know» de Maroon 5                                | 3                     | ✔                     | —                     | ✔                     | —                     | ✔                     | ✔                     |
| 3     | Lee Hyun-joo | April         | «Pretty Girl» de KARA                                         | 5                     | ✔                     | ✔                     | ✔                     | ✔                     | ✔                     | ✔                     |
| 4     | Jun          | U-KISS        | «땡땡땡 (Dang Dang Dang)» de Supreme Team                     | Super boot            | No hay evaluaciones   | No hay evaluaciones   | No hay evaluaciones   | No hay evaluaciones   | No hay evaluaciones   | No hay evaluaciones   |
| 5     | Yujeong      | Brave Girls   | «Irony» de Wonder Girls                                       | 3                     | Recibió 5 boots       | Recibió 5 boots       | Recibió 5 boots       | Recibió 5 boots       | Recibió 5 boots       | Recibió 5 boots       |
| 5     | Eunji        | Brave Girls   | «Irony» de Wonder Girls                                       | 3                     | Recibió 1 boot        | Recibió 1 boot        | Recibió 1 boot        | Recibió 1 boot        | Recibió 1 boot        | Recibió 1 boot        |
| 5     | Yuna         | Brave Girls   | «Irony» de Wonder Girls                                       | 3                     | —                     | —                     | —                     | —                     | —                     | —                     |
| 6     | Hyeyeon      | Bestie        | «Only Wanna Give It to You» de Elle Varner (ft. J. Cole)      | 3                     | —                     | —                     | ✔                     | —                     | —                     | —                     |
| 7     | ZN           | Laboum        | «Come On Over Baby (All I Want Is You)» de Christina Aguilera | 3                     | Recibió 3 boots       | Recibió 3 boots       | Recibió 3 boots       | Recibió 3 boots       | Recibió 3 boots       | Recibió 3 boots       |
| 7     | Yujeong      | Laboum        | «Come On Over Baby (All I Want Is You)» de Christina Aguilera | 3                     | Recibió 4 boots       | Recibió 4 boots       | Recibió 4 boots       | Recibió 4 boots       | Recibió 4 boots       | Recibió 4 boots       |
| 7     | Haein        | Laboum        | «Come On Over Baby (All I Want Is You)» de Christina Aguilera | 3                     | Recibió 5 boots       | Recibió 5 boots       | Recibió 5 boots       | Recibió 5 boots       | Recibió 5 boots       | Recibió 5 boots       |
| 8     | Woohee       | Dal Shabet    | «Lady Marmalade» de Labelle                                   | 4                     | ✔                     | ✔                     | ✔                     | ✔                     | ✔                     | ✔                     |
| 8     | Serri        | Dal Shabet    | «Lady Marmalade» de Labelle                                   | 4                     | ✔                     | ✔                     | ✔                     | ✔                     | ✔                     | ✔                     |
| 9     | Areum        | T-ara         | «낮과 밤 (Day and Night)» de T-ara                            | 3                     | ✔                     | ✔                     | —                     | —                     | —                     | —                     |
| 10    | Junhyeok     | Day6          | «너의 집 앞에서 (In Front of Your House)» de Kim Bum-soo      | 4                     | ✔                     | —                     | ✔                     | ✔                     | ✔                     | —                     |
| 11    | Siyoon       | Paran, U-KISS | Rap autocompuesto                                             | Desconocido           | —                     | —                     | —                     | —                     | —                     | —                     |
| 12    | Jude         | Big Star      | «꽃길 (Flower Road)» de Kim Se-jeong                          | 4                     | —                     | ✔                     | ✔                     | —                     | —                     | ✔                     |
| 12    | Feeldog      | Big Star      | «꽃길 (Flower Road)» de Kim Se-jeong                          | 4                     | ✔                     | ✔                     | ✔                     | ✔                     | ✔                     | ✔                     |
| 12    | Sunghak      | Big Star      | «꽃길 (Flower Road)» de Kim Se-jeong                          | 4                     | —                     | ✔                     | ✔                     | ✔                     | —                     | —                     |
| 12    | Raehwan      | Big Star      | «꽃길 (Flower Road)» de Kim Se-jeong                          | 4                     | —                     | ✔                     | —                     | —                     | ✔                     | —                     |
| 13    | Lee Jung-ha  | Aprendiz      | «이게 무슨 일이야 (What's Happening?)» de B1A4                | 2                     | —                     | ✔                     | ✔                     | —                     | ✔                     | ✔                     |
| 14    | Lee Joo-hyun | Aprendiz      | «Valenti» de BoA                                              | 4                     | ✔                     | ✔                     | ✔                     | ✔                     | ✔                     | ✔                     |
| 15    | Jiwon        | Spica         | «Tonight» de Spica                                            | Super boot            | Ninguna evaluación    | Ninguna evaluación    | Ninguna evaluación    | Ninguna evaluación    | Ninguna evaluación    | Ninguna evaluación    |

## Episodios
El programa contó con 28 episodios, los cuales fueron emitidos con regularidad a las 9:20 p. m. (KST - hora estándar de Corea).
Presentó a 126 participantes (un grupo de hombres y uno de mujeres) que sobrevivieron el primer round de audiciones.
El 13 de octubre del 2017 durante el Music Bank se presentó el primer MV, titulado "My Turn" con los 126 competidores, el cual es usado como tema de apertura.
Posteriormente el 20 de octubre del mismo año presentadoron "Last One" donde aparecieron únicamente los hombres. Y el 28 de octubre del mismo año, se presentó el MV "Shine", donde aparecieron únicamente las mujeres.
El último episodio fue emitido el 10 de febrero del 2018.
El programa emitió dos especiales, el primero fue transmitido el 18 de febrero del 2018 y el segundo el 24 de febrero del mismo año.
El 3 de marzo del 2018 los grupos "UNB" y "UNI.T", realizarán una reunión con los fanes en el Blue Square iMarket Hall.

## Producción
El programa fue creado por KBS Variety Production, previamente fue conocido como "The Final 99 Match".
Fue dirigido por Park Ji-yeong, Won Seung-yeon, Son Su-hee, Shim Jae-hyeon, Bang Keul-i, Choi Ji-na y Seo Yong-su.
En la producción ejecutiva contó con Han Kyeong-cheon.
En agosto del 2017 el programa comenzó a recibir solicitudes, en dos días recibieron más de 350 aplicaciones.
El primer MV, titulado "My Turn" por THE UNI+, fue presentado con los 126 competidores, fue dirigido por Hong Wo-kKi, escrito por Kim Eana y compuesto por Black Edition y Yang Gaeng. La canción es utilizada como tema de inicio del programa
El programa fue distribuido por la Korean Broadcasting System (KBS).
En noviembre del 2017 se anunció que la cantante Cha Yoon-ji también conocida como "I" dejaría el programa para centrarse en mejorar su salud.
Los miembros de los grupos ganadores visitaron la ciudad de Pohang para ofrecerse como voluntarios, para lavar platos y repartir alimentos a las víctimas del terremoto. Anteriormente se había anunciado que los finalistas del programa dorarían parkas de las Olimpiadas de PyeingChang a las víctimas del terremoto.